# Wildenbergen
Wildenbergen (fränkisch: Wildnbäang) ist ein Gemeindeteil der Gemeinde Rohr im Landkreis Roth (Mittelfranken, Bayern). Wildenbergen liegt in der Gemarkung Gustenfelden.

## Geographie
Südlich des Weilers erhebt sich der Teufelsberg (390 m ü. NHN), 0,5 km südöstlich liegt die Herbstwiesen, im Osten liegt das Fronholz und 0,5 km nördlich liegt das Waldgebiet Fichten. Gemeindeverbindungsstraßen führen nach Kottensdorf zur Kreisstraße RH 11 (1 km südlich) und Gustenfelden (1,5 km südöstlich).

## Geschichte
Im 13. Jahrhundert bestand der Ort aus drei Ganzhöfen. 1394 wurde er als „Wildenbergen“ erstmals urkundlich erwähnt. Der ursprüngliche Flurname bezeichnete einen Berg mit solchen Eigenschaften, heute heißt dieser Teufelsberg. An der Straße nach Wildenbergen befinden sich Reste einer Befestigung, die wohl von einer Fliehburg aus der Zeit der Ungarneinfälle stammen. Das abgelegene Dorf bewachte einst die Frankenstraße vom Main zur Rednitz, die noch als Fußweg von der Bundesstraße 14 über Leitelshof nach Schwabach nachweisbar ist. 
1434 wurde im markgräflichen Salbuch nur ein Seldengut verzeichnet, wovon der Markgraf jährlich als Gefälle ein Fastnachtshuhn bezog. 1623 bestand Wildenbergen aus 4 Anwesen, wovon 1 dem Kastenamt Schwabach unterstand, 2 dem Richteramt Roßtal und 1 dem Spital Schwabach. Während des Dreißigjährigen Krieges wurde der Ort verschont. 1732 gab es laut den Oberamtsbeschreibungen von Johann Georg Vetter in Wildenbergen 7 Anwesen: 2 Anwesen unterstanden dem Kastenamt Schwabach, 1 Anwesen dem Spital Schwabach und 3 Anwesen dem Richteramt Roßtal. Auch gegen Ende des 18. Jahrhunderts gab es in Wildenbergen 7 Anwesen und ein Gemeindehirtenhaus. Das Hochgericht übte das brandenburg-ansbachische Oberamt Schwabach aus. Die Dorf- und Gemeindeherrschaft hatte das Kastenamt Schwabach inne, was aber vom Richteramt Roßtal bestritten wurde. Alle Anwesen hatten das Fürstentum Ansbach als Grundherrn (Kastenamt Schwabach: 1 Viertelhof, 1 Köblergut; Spital Schwabach: 1 Köblergut; Kastenamt Cadolzburg: 3 Halbhöfe, 1 Köblergut).
Von 1797 bis 1808 unterstand der Ort dem Justiz- und Kammeramt Schwabach. Im Rahmen des Gemeindeedikts wurde 1808 Wildenbergen dem Steuerdistrikt Regelsbach (II. Sektion) und der 1818 gebildeten Ruralgemeinde Gustenfelden zugeordnet. Am 1. Mai 1978 wurde Wildenbergen im Zuge der Gebietsreform in Bayern nach Rohr eingegliedert.
Am Teufelsberg wurde bis zu Beginn des 20. Jahrhunderts Stubensand abgebaut.

## Einwohnerentwicklung
| Jahr      | 001818 | 001840 | 001861 | 001871 | 001885 | 001900 | 001925 | 001950 | 001961 | 001970 | 001987 |
| Einwohner | 38     | 48     | 47     | 58     | 48     | 32     | 36     | 41     | 31     | 28     | 35     |
| Häuser    | 8      | 7      |        |        | 8      | 8      | 6      | 7      | 7      |        | 8      |
| Quelle    | [ 14 ] | [ 15 ] | [ 16 ] | [ 17 ] | [ 18 ] | [ 19 ] | [ 20 ] | [ 21 ] | [ 22 ] | [ 23 ] | [ 1 ]  |

## Religion
Der Ort ist seit der Reformation evangelisch-lutherisch geprägt und war ursprünglich nach St. Laurentius (Roßtal) gepfarrt, seit dem frühen 19. Jahrhundert ist die Pfarrei St. Bartholomäus (Gustenfelden) zuständig. Die Katholiken sind nach St. Sebald (Schwabach) gepfarrt.